# Nữ chúa tuyết (anime)
Nữ chúa tuyết (雪の女王  ～ＴＨＥ ＳＮＯＷ ＱＵＥＥＮ～ Yuki no Joō ~Za Sunō Kuīn~) là một anime dựa trên truyện kodomo cùng tên của Hans Christian Andersen. Phim của đạo diễn Dezaki Osamu và hoạt hình cuta TMS Entertainment. Tập đầu tiên được chiếu vào ngày 22 tháng 5 năm 2005 trên kênh NHK Nhật Bản.
Tại Việt Nam, phim từng được Công ty Cổ phần Truyền thông Trí Việt (TVM Corp.) mua bản quyền và phát sóng trên kênh HTV3.

## Nội dung
Gerda và Kay là hàng xóm rất thân của nhau từ bé. Gerda mười một tuổi còn Kay mười hai tuổi. Chúng làm việc và chơi đùa rất vui vẻ bên nhau. Nhưng mọi thứ đã thay đổi kể từ khi gương của Nữ chúa tuyết (dùng để phong ấn quỷ vương) bị vỡ. Những mảnh vỡ đã văng khắp nơi trên thế giới và bị quỷ vương ếm bùa. Nếu mảnh vỡ ấy rơi vào mắt ai thì người đó sẽ trở nên ác độc. Một mảnh vỡ đỡ rơi vào mắt của Kay khiến cậu ta trở nên hung bạo. Một đêm nọ, nữ chúa tuyết đến và đưa cậu đến lâu đài của bà một nơi rất xa ở phương bắc. Ba và dân làng cậu đều nghĩ rằng cậu đã chết do rơi xuống hồ băng. Nhưng Gerda thì không tin vào điều này, do trong giấc mơ cô bé đã nhìn thấy Kay bước lên một cỗ xe kì lạ và bay đi mất. Khi một người đàn ông say xỉn thừa nhận ông cũng từng thấy như vậy, Gerda nhận ra có lẽ những gì mình thấy đó không phải là một giấc mơ. Cô bé sắp xếp mọi thứ, mang hành lý và bắt đầu chuyến đi để tìm và đưa Kay trở về.

## Phân vai
| Nhân vật                      | Diễn viên lồng tiếng   | Diễn viên lồng tiếng                   |
| Nhân vật                      | Nhật Bản               | Việt Nam (HTV3)                        |
| ----------------------------- | ---------------------- | -------------------------------------- |
| Người dẫn chuyện, Ragi        | Nakamura Tooru         | Khánh Hoàng                            |
| Gerda                         | Kawasumi Ayako - Gerda | Cao Thụy Thanh Hồng                    |
| Kay                           | Natsuki Rio            | Nguyễn Anh Tuấn                        |
| Nữ chúa Tuyết                 | Suzukaze Mayo          | Thủy Tiên                              |
| Quỷ đỏ                        | Gotō Tetsuo            | Tạ Bá Nghị                             |
| Quỷ xanh                      | Suzuki Takuma          | Tất My Ly                              |
| Hiện thân của gió / Quỷ vương | Ōtsuka Akio            | Huỳnh Đông (gió) Tất My Ly (Quỷ vương) |
| Karl (ba của Kay)             | Takashima Masahiro     | Hồ Chơn Nhơn                           |
| Nina (mẹ của Kay)             | Hidaka Noriko          | Võ Ngọc Quyên                          |
| Yohanna                       | Jō Masako              | Võ Huyền Chi                           |
| Matilda (bà của Gerda)        | Midori Junko           | Nguyễn Kiều Oanh                       |

## Tập phim
| #  | Tên tập phim                                                                 | Ngày phát sóng gốc   |
| -- | ---------------------------------------------------------------------------- | -------------------- |
| 1  | "Gerda và Kay" "Geruda to Kai" (ゲルダとカイ)                                | 22 tháng 5 năm 2005  |
| 2  | "Ánh hào quang trên thị trấn" "Ōrora no machi" (オーロラの街)                | 29 tháng 5 năm 2005  |
| 3  | "Mảnh gương vỡ" "Kyō no kake ra" (鏡のかけら)                                | 5 tháng 6 năm 2005   |
| 4  | "Cuộc hành trình bắt đầu" "Tabidachi" (旅立ち)                               | 12 tháng 6 năm 2005  |
| 5  | "Ngã rẽ đầu tiên" "Hajimete no michi" (はじめての道)                         | 19 tháng 6 năm 2005  |
| 6  | "Cô gái nhỏ và những hạt đậu tuyết" "En dō mame to shōjo" (えんどう豆と少女) | 26 tháng 6 năm 2005  |
| 7  | "Vị vua xấu xa" "warui ō-sama" (悪い王様)                                    | 3 tháng 7 năm 2005   |
| 8  | "Bà phù thủy ở khu vườn hoa" "Hanazono no mahōtsukai" (花園の魔法使い)       | 10 tháng 7 năm 2005  |
| 9  | "Nàng tiên hoa hồng" "Bara no yōsei" (バラの妖精)                            | 17 tháng 7 năm 2005  |
| 10 | "Ước mơ của Klaus" "Kurausu no yume" (クラウスの夢)                          | 24 tháng 7 năm 2005  |
| 11 | "Đôi giầy đỏ" "Akai kutsu" (赤い靴)                                          | 31 tháng 7 năm 2005  |
| 12 | "Cây lê may mắn" "Kōun no nashinoki" (幸運の梨の木)                          | 7 tháng 8 năm 2005   |
| 13 | "Cỗ xe ngựa trắng" "Shiroi basha" (白い馬車)                                 | 14 tháng 8 năm 2005  |
| 14 | "Người bạn đồng hành" "Michizure" (道づれ)                                   | 21 tháng 8 năm 2005  |
| 15 | "Sự thử thách của Hans" "Hansu no chōsen" (ハンスの挑戦)                     | 28 tháng 8 năm 2005  |
| 16 | "Người hát rong" "Ginyūshijin Ragi" (吟遊詩人ラギ)                           | 4 tháng 9 năm 2005   |
| 17 | "Người phụ nữ không may" "Ano onna wa rokudenashi" (あの女はろくでなし)      | 18 tháng 9 năm 2005  |
| 18 | "Vượt qua vùng biển băng" "Kōri no umi e" (氷の海へ)                         | 25 tháng 9 năm 2005  |
| 19 | "Cô bé bán diêm" "Matchi uri no shōjo" (マッチ売りの少女)                    | 2 tháng 10 năm 2005  |
| 20 | "Kai e no tegami" (カイへの手紙)                                             | 9 tháng 10 năm 2005  |
| 21 | "Ba hạt dẻ" "Mittsu no kurumi" (３つのくるみ)                                | 16 tháng 10 năm 2005 |
| 22 | "Phép nhiệm màu" "Sākasu no kiseki" (サーカスの奇跡)                         | 23 tháng 10 năm 2005 |
| 23 | "Vườn địa đàng" "Paradaisu no en" (パラダイスの園)                           | 30 tháng 10 năm 2005 |
| 24 | "Người cá dưới ánh trăng" "Tsukiyo no ningyo-hime" (月夜の人魚姫)            | 6 tháng 11 năm 2005  |
| 25 | "Chiếc chìa khóa hoàng gia" "Ō-ke no kagi" (王家の鍵)                        | 13 tháng 11 năm 2005 |
| 26 | "Câu chuyện Holgar" "Horugā densetsu" (ホルガー伝説)                         | 20 tháng 11 năm 2005 |
| 27 | "Vùng băng tuyết hiểm nguy" "Dai hyōga no kiki" (大氷河の危機)               | 27 tháng 11 năm 2005 |
| 28 | "Con quạ bí ẩn" "Fushigi na karasu" (不思議なカラス)                         | 4 tháng 12 năm 2005  |
| 29 | "Con gái của tướng cướp" "Sanzoku no musume" (山賊の娘)                      | 11 tháng 12 năm 2005 |
| 30 | "Luật lệ của băng cướp" "Sanzoku no okite" (山賊の掟)                        | 18 tháng 12 năm 2005 |
| 31 | "Sự gắn kết của 2 băng cướp" "Sanzoku no kizuna" (山賊の絆)                  | 8 tháng 1 năm 2006   |
| 32 | "Bà lão thông thái và phù thủy gió" "Kenja to kaze zukai" (賢者と風使い)     | 15 tháng 1 năm 2006  |
| 33 | "Lâu đài băng tuyết" "Kōri no shiro" (氷の城)                                | 22 tháng 1 năm 2006  |
| 34 | "Ragi sống lại" "Ragi no fukkatsu" (ラギの復活)                              | 29 tháng 1 năm 2006  |
| 35 | "Quyết đấu quái vật" "Semaru maō" (迫る魔王)                                 | 5 tháng 2 năm 2006   |
| 36 | "Về nhà" "Kokyō e" (故郷へ)                                                  | 12 tháng 2 năm 2006  |

## Âm nhạc
- Bài hát mở đầu:

"Snow Diamond" của Akira Senju,Biểu diễn violin Mariko Senju
- Bài hát kết thúc:

"Daisuki na kimi ni" (Towards You, My Beloved) của Oda Kazumasa
Âm nhạc của Akira senju
Tại Việt Nam
- "Hơi ấm" được trình bày và lời việt bởi TVM Corp.